# Calamaria gimletti
Calamaria gimletti е вид влечуго от семейство Calamariidae. Видът не е застрашен от изчезване.

## Разпространение и местообитание
Разпространен е в Индонезия (Суматра) и Малайзия (Западна Малайзия).
Обитава гористи местности, хълмове и градини.

## Описание
Популацията на вида е намаляваща.